# Park Gyu-ri
Park Gyu-ri (hangul: 박규리), även känd under artistnamnet Gyuri, född 21 maj 1988 i Seoul, är en sydkoreansk sångerska och skådespelare.
Hon var tidigare medlem i den sydkoreanska tjejgruppen Kara från gruppens debut 2007 till det att den upplöstes 2016.

## Diskografi

### Soundtrack
| År   | Titel                             | Topplacering          | Film/Serie            |
| År   | Titel                             | Sydkorea (Gaon Chart) | Film/Serie            |
| ---- | --------------------------------- | --------------------- | --------------------- |
| 2010 | "My Love" (med Kang Ji-young)     | —                     | Big Thing             |
| 2011 | "Maria"                           | —                     | 200 Pounds Beauty     |
| 2011 | "Beautiful Girl"                  | —                     | 200 Pounds Beauty     |
| 2011 | "Look Only At You"                | 73                    | City Hunter           |
| 2011 | "Indecisive" (med Cho Hyun-young) | —                     | Love Is Elsewhere     |
| 2012 | "I Love You More Than the Soul"   | —                     | Tasty Life            |
| 2012 | "Breaking Fate"                   | —                     | The Great Seer        |
| 2013 | "I Will Wait For You"             | —                     | Nail Shop Paris       |
| 2013 | "Kiss"                            | —                     | Galileo 2             |
| 2013 | "The Most Loved"                  | —                     | Galileo 2             |
| 2014 | "Dream a Little Dream of Me"      | —                     | Inspiring Generation  |
| 2014 | "First Love" (med Han Seung-yeon) | —                     | Secret Love           |
| 2014 | "Hello" (med Han Seung-yeon)      | —                     | Blade Man             |
| 2016 | "Spring Now"                      | —                     | Two Rooms, Two Nights |

## Filmografi

### Film
| År   | Titel                       | Roll     |
| ---- | --------------------------- | -------- |
| 2016 | Two Rooms, Two Nights       | Mi-na    |
| 2016 | How to Break Up with My Cat | Lee-jung |

### TV-serier
| År   | Titel                | Kanal     | Roll             |
| ---- | -------------------- | --------- | ---------------- |
| 1995 | Today is a Nice Day  | MBC       | Soo-mi           |
| 2001 | Ladies of the Palace | SBS       | ung Kim Jung-eun |
| 2008 | The Person Is Coming | MBC       | skolflicka       |
| 2009 | Hero                 | MBC       | cameoroll        |
| 2011 | Urakara              | TV Tokyo  | Gyu-ri           |
| 2012 | Reckless Family      | MBC       | sig själv        |
| 2012 | What's Mom           | MBC       | sig själv        |
| 2013 | Nail Shop Paris      | MBC       | Hong Yuh-joo     |
| 2014 | Secret Love          | DRAMAcube | Park Sun-woo     |
| 2015 | Sweet                | MBC       | Jung Won         |
| 2016 | Jang Yeong-sil       | KBS1      | Joo Bu-ryeong    |